# Alice Michaud-Lapointe
Pour les articles homonymes, voir Michaud et Lapointe.
 (janvier 2024).
 (janvier 2024).
La mise en forme du texte ne suit pas les recommandations de Wikipédia : il faut le « wikifier ».
Les points d'amélioration suivants sont les cas les plus fréquents :
- Les titres sont pré-formatés par le logiciel. Ils ne sont ni en capitales, ni en gras.
- Le texte ne doit pas être écrit en capitales (les noms de famille non plus), ni en gras, ni en italique, ni en « petit »…
- Le gras n'est utilisé que pour surligner le titre de l'article dans l'introduction, une seule fois.
- L'italique est rarement utilisé : mots en langue étrangère, titres d'œuvres, noms de bateaux, etc.
- Les citations ne sont pas en italique mais en corps de texte normal. Elles sont entourées par des guillemets français : « et ».
- Les listes à puces sont à éviter, des paragraphes rédigés étant largement préférés. Les tableaux sont à réserver à la présentation de données structurées (résultats, etc.).
- Les appels de note de bas de page (petits chiffres en exposant, introduits par l'outil «  Source ») sont à placer entre la fin de phrase et le point final[comme ça].
- Les liens internes (vers d'autres articles de Wikipédia) sont à choisir avec parcimonie. Créez des liens vers des articles approfondissant le sujet. Les termes génériques sans rapport avec le sujet sont à éviter, ainsi que les répétitions de liens vers un même terme.
- Les liens externes sont à placer uniquement dans une section « Liens externes », à la fin de l'article. Ces liens sont à choisir avec parcimonie suivant les règles définies. Si un lien sert de source à l'article, son insertion dans le texte est à faire par les notes de bas de page.
- La présentation des références doit suivre les conventions bibliographiques. Il est recommandé d'utiliser les modèles {{Ouvrage}}, {{Chapitre}}, {{Article}}, {{Lien web}} et/ou {{Bibliographie}}. Le mode d'édition visuel peut mettre en forme automatiquement les références.
- Insérer une infobox (cadre d'informations à droite) n'est pas obligatoire pour parachever la mise en page.

Pour une aide détaillée, merci de consulter Aide:Wikification.
Si vous pensez que ces points ont été résolus, vous pouvez retirer ce bandeau et améliorer la mise en forme d'un autre article.
Alice Michaud-Lapointe est une écrivaine, critique et universitaire québécoise. 

## Biographie
Née à Montréal en 1990, Alice Michaud-Lapointe a d'abord suivi des études littéraires à l'Université de Montréal avant de se lancer en 2015 dans une thèse en études cinématographiques intitulée "Images fantômes - Poétique et modalités esthétiques d'une cinéphilie contemporaine hantée" sous la direction de André Habib. Elle a obtenu son doctorat en 2023.
Elle est membre du laboratoire Cinémédias de l'Université de Montréal.
Elle a été membre du comité de rédaction de la revue Spirale dont elle a codirigé en 2018 le numéro 266, intitulé "Le temps du rétro".
Elle est membre du comité de rédaction de la revue cinématographique 24 images dont elle a codirigé en 2021 le numéro 200, intitulé "Vivre le cinéma".
Elle publie en 2014 aux éditions Héliotrope son premier livre, Titre de transport, finaliste du Grand Prix littéraire Archambault en 2015. C'est également chez cet éditeur qu'elle publie en 2016 le roman Villégiature et en 2018 le récit de voyage Néons et Sakuras, coécrit avec sa mère, Ginette Michaud, récompensé par le prix littéraire Canada-Japon du Conseil des Arts du Canada en 2021. 
En 2023, elle coécrit avec Chloé Savoie-Bernard et Valérie Lebrun l'essai dialogué Épines et pierres précieuses.

## Œuvres
- Titre de transport, Montréal, Éditions Héliotrope, 2014, 212 p. (ISBN 9782923975528 et 9782923975993)
- Villégiature, Montréal, Éditions Héliotrope, 2016, 208 p. (ISBN 9782924666067)[12]
- Alice Michaud-Lapointe et Ginette Michaud, Néons et Sakuras, Montréal, Éditions Héliotrope, 2018, 190 p. (ISBN 9782924666654)
- Valérie Lebrun, Alice Michaud-Lapointe et Chloé Savoie-Bernard, Épines et pierres précieuses, Montréal, Éditions Leméac, 2023, 184 p. (ISBN 978-2-7609-1243-4)

## Prix et honneurs
- 2015 : Finaliste au Grand Prix littéraire Archambault[8].
- 2021 : Prix littéraire Canada-Japon du Conseil des Arts du Canada[13].